# Maëva Orlé
Maëva Orlé (París, 8 de mayo de 1991) es una jugadora de voleibol francesa que se desempeña como atacante opuesta, integrante de la selección de su país, destacando por su técnica y habilidad para la ofensiva. Actualmente milita en el Club Alianza Lima de Perú. 

## Carrera deportiva
Se formó en el equipo juvenil de Plessis-Robinson Volley-ball en 2001. Recibió su primera convocatoria por la selección de su país en el año 2009. Luego pasó por el Toulouse de Instituto Federal de Voleibol del cuando se incorporó al proyecto 2007.
El debut en el voleibol profesional tuvo lugar en la temporada 2010-11, cuando fue contratada por Entente Sportive Le Cannet-Rocheville Volley-Ball, en la Ligue A (máxima categoría del voley francés). Además de ello, disputó la Copa de Francia 2014-15, con el cual su equipo ganó.
En la temporada 2015-16 se trasladó al ASPTT Mulhouse, donde permaneció dos años, ganando el Scudetoo 2016-17, mientras que en el 2017-18 vistió la camiseta del Stade Français, también de la Ligue A.
En 2023 llegó al Alianza Lima de Perú, donde fue confirmada por parte del club como refuerzo para disputar la Liga Nacional Superior de Voleibol Femenino. llegando a consagrarse como campeona de la Liga Nacional Superior de Vóley 2023-24 y MVP del torneo. En 2025 salió bicampeona con Alianza Lima de la LPV 2024-25 y obtuvo el premio a mejor opuesta; asimismo, se consagró subcampeona sudamericana y clasificó con el equipo blanquiazul al Mundial de Clubes de 2025.

## Estadísticas

### Clubes
| Club                         | País      | Año       |
| ---------------------------- | --------- | --------- |
| France Avenir                | Francia   | 2008-2010 |
| Le Cannet                    | Francia   | 2010-2015 |
| ASPTT Mulhouse               | Francia   | 2015-2017 |
| Stade Français París         | Francia   | 2017-2018 |
| UVT Agroland Timisoara       | Rumania   | 2018      |
| Hämeenlinnan Lentopallokerho | Finlandia | 2019      |
| PLDT Home Fibr Hitters       | Filipinas | 2019-2021 |
| Marcq Volley                 | Francia   | 2021-2022 |
| Alianza Lima                 | Perú      | 2023-Act. |

## Palmarés

### Clubes

#### Ligas nacionales
- 2024:  Campeona, LNSV 2023-24 con Alianza Lima.
- 2025:  Campeona, LPV 2024-25 con Alianza Lima.

#### Torneos internacionales
- 2025:  Subcampeona, Campeonato Sudamericano de Clubes de Voleibol Femenino 2025 con Alianza Lima.

## Vida personal
Es abiertamente LGBT. En abril de 2024, durante la celebración por el triunfo de su equipo en la Liga Nacional de Vóley anunció su relación con su compañera la voleibolista peruana Clarivett Yllescas.